# Бугарски утицај на румунски језик
Утицај средњобугарског језика и културе на јавни и духовни живот у Влашкој и Молдавији доминантан је у области државно-политичког живота, православне религије, развоја манастирске мреже, посебно књижевности у дунавским кнежевинама, због културне и политичке хегемоније Бугарске у региону и такође врло снажно у свакодневном, пољопривредном говорном језику, због озбиљне масе бугарског становништва у њему.
Бугарски језик као службени језик у главним групама утицао је на говорни румунски језик који је настао након 16. века, а који је лексички доминирао до 19. века и данас је јасно представљен. 17. век је био преломљив због католичког латинског утицаја који је продро у дунавским кнежевинама из Ердеља, а у бугарске земље из српских земаља попут Дубровника такозваном католичком пропагандом у бугарским земљама.
У 18. веку, просветитељство је створило услове и формирало румунски језик као креолски језик. Од тог времена стари Сејмени су се вратили и настанили у ове земље под именом „срби“.